# Cynthia May Alden
Cynthia May Westover Alden (31 de maio de 1862 – 8 de janeiro de 1931), também conhecida como Cynthia W. Alden e Cynthia M. Westover, foi uma jornalista, autora, inventora e funcionária municipal de Nova York.

## Infância e educação
Ela nasceu em Afton, Iowa, filha de Oliver S. Westover e Lucilda (Lewis) Westover. Ela era a neta de Alexander Campbell, um líder do movimento de reforma religiosa. Sua mãe morreu quando ela era muito jovem e, durante a infância, muitas vezes acompanhou seu pai, geólogo e mineiro, em expedições pelo oeste dos Estados Unidos. O segundo de seus três livros, Bushy (1896), foi baseado nessas experiências da infância.  Ela se formou na Colorado State University com licenciatura e também estudou no Denver Business College.

## Emprego municipal
Alden mudou-se para Nova York em 1882 para continuar sua educação musical na esperança de se tornar uma cantora de ópera; mais tarde, ela cantou como solista em corais da igreja. Em 1887, foi nomeada inspetora da alfândega de Nova York, cargo em que esteve envolvida na apreensão de mercadorias contrabandeadas. Ela aprendeu francês, alemão, italiano e espanhol para se comunicar melhor com as pessoas com quem entrou em contato por meio de seu trabalho.
A partir de 1890, Alden trabalhou por dois anos como secretária do Comissário de Limpeza de Ruas da cidade de Nova York. Nesse período, ela inventou um carrinho de limpeza, para facilitar a vida dos varredores de rua e de seus cavalos, que na época tinham que puxar carroças pesadas. O carrinho era pequena o suficiente para os varredores se movimentarem, e tinha um recurso de auto-limpeza, contornando as carroças puxadas por cavalos. Por esta invenção, a Academia Parisiense de Inventores concedeu a Alden uma medalha de ouro e fez dela membra honorária.
Por um tempo, ela também trabalhou no Museu de História Natural de Nova York, mas deixou esse emprego para assumir o jornalismo.

## Jornalismo
Alden entrou no jornalismo em 1894 como editora do departamento da mulher no New York Recorder. Em 1897 mudou-se para o New York Tribune, onde ocupou o mesmo cargo.
Durante seus três anos com o Tribune, ela planejou e fundou a International Sunshine Society, servindo como presidente-geral pelo resto de sua vida. Tudo começou com a prática de Alden de enviar cartões de Natal e presentes para os reclusos, e ela lentamente expandiu, primeiro para seu círculo de colegas escritoras e depois para um número de membros que chegou a meio milhão. O foco também mudou para a criação de instituições para atender aos cegos, financiadas principalmente por doações dos membros, pois não havia taxas de adesão.  A Sunshine Society montou um sanatório em Bensonhurst para crianças cegas em 1902 (que se tornou Harbour Hospital quinze anos depois), uma creche e jardim de infância para crianças cegas no Brooklyn (1905) e o Sunshine Arthur Home para bebês cegos em Summit, Nova Jersey (1910). Mais tarde, abriu lares para idosos e operou escolas para órfãos, refeitórios para mulheres trabalhadoras, bibliotecas e acampamentos de verão. A sociedade também defendeu a legislação em auxílio aos cegos em um total de 18 estados.
Em 1899, Alden aceitou um cargo na equipe editorial do Ladies' Home Journal, continuando lá até 1909. Ela continuou a residir na cidade de Nova York, onde morreu.

## Publicações
- Manhattan: Historic and Artistic (1892, com Carolyn Faville Ober)
- Bushy: A Romance Founded on Fact (1896, ilustrada por J.A. Walker)
- The First Book of Song and Story (1903, introdução)
- The Ways of Earning Money: A Book for Women (1904)
- The Baby Blind (1915)

## Vida pessoal
Em 1896 ela se casou com John Alden, que mais tarde se tornaria o editor do Brooklyn Eagle . Sua casa tinha apenas 8 pés de largura e ficou conhecida como "a menor casa do Brooklyn". Após sua morte e cremação, John colocou suas cinzas ao pé de uma árvore plantada em sua homenagem no Central Park de Nova York.